# VY Canis Majoris

Soarele în comparație cu o stea supergigantă, VY Canis Majoris, considerată cea mai masivă stea cunoscută

VY Canis Majoris (VY CMa) este o stea hipergigantă roșie situată la 1,2 kpc
de Terra în constelația Câinele Mare. Ea era cea mai mare stea cunoscută (1.420 de raze solare) înainte de descoperirea stelei UY Scuti (1.708 de raze solare). Se află la aproximativ 3.900 de ani-lumină față de Pământ. Diametrul stelei este de circa 1.420 de ori mai mare decât cel al Soarelui. Deși nu e cea mai strălucitoare stea pe care o cunoaștem, este clasată între primele 50. Fiind o stea așa de mare, pierde foarte repede hidrogenul și poate rezista doar câteva milioane de ani. 

## Istorie
Mai întâi, steaua a fost catalogată de o magnitudine de 7, la 7 martie 1801, sub numele de „VY CMa” de astronomul francez Joseph Jérôme Lefrançois de Lalande.
Magnitudinea sa aparentă slabă și variabilă este estimată la 7,9607, mai aproape de 8 decât de 7. Variația luminozității stelei a produs de mult timp bănuiala prezenței unor stele însoțitoare. Observații vizuale din 1957, confirmate de imagini de înaltă rezoluție în 1998, exclud această ipoteză.

VY Canis Majoris comparată cu (de la stânga la dreapta): Betelgeuse, Rho Cassiopeiae, Steaua Pistol și Soarele (prea mic pentru a fi vizibil în această miniatură). Orbitele planetelor Jupiter și Neptun sunt și ele afișate.

## Mărimea stelei
Măsurări directe ale mărimii stelei VY Canis Majoris la lungimi de undă infraroșii au dat valori de peste 3.000 de ori raza Soarelui (4 miliarde de kilometri), ceea ce depășește limitele teorii stelare. În 2006, într-un studiu nepublicat, profesoara Roberta M. Humphreys de la Universitatea din Minnesota estimează raza stelei VY Canis Majoris de la circa 1.420 de ori cea a Soarelui. Potrivit acesteia, steaua este o hipergigantă roșie foarte mare și luminoasă, cu estimări depășind limitele teoriei stelare. VY Canis Majoris era cea mai mare stea cunoscută, cu un diametru de circa 3 miliarde de kilometri, înainte de a fi fost depășită de  UY Scuti. VY Canis Majoris, dacă ar înlocui Soarele, steaua VY Canis Majoris ar depăși orbita planetei Saturn.
Alți cercetători, ca Philip Massey, Emily Levesque, Bertrand Plez și Knut A. G. Olsen, cred că steaua ar fi mai degrabă o supergigantă roșie de circa 600 de ori raza solară, ceea ce ar include-o în modelele de structură și de evoluție  a stelelor.